# Marquesado de San Bartolomé del Monte
El marquesado de San Bartolomé del Monte es un título nobiliario español creado por Carlos III con el vizcondado previo de la Fuente del Castaño. Se concedió mediante Real Despacho de 10 de febrero de 1761 a favor de Diego José de Guzmán y Bobadilla, caballero de la orden de Santiago, miembro del Real Consejo de Órdenes y oidor de la Real Audiencia de Sevilla.
La denominación del vizcondado previo hace referencia al cortijo de la Fuente del Castaño, en Cazalla de la Sierra, de donde era natural su concesionario. 
El marquesado, por su parte, se refiere a la hacienda de San Bartolomé del Monte (más comúnmente llamada hacienda de Guzmán), situada en el pago de Tarazona, en el actual término municipal de La Rinconada. La denominación de esta hacienda y del título de marqués al que alude, provienen de una antigua ermita que existía en aquella heredad dedicada a San Bartolomé.
Tanto el cortijo de la Fuente del Castaño como la hacienda de San Bartolomé del Monte eran propiedad de Diego José de Guzmán y Bobadilla.
Hasta mediados del siglo XIX, el título fue recayendo en descendientes directos de Diego José de Guzmán. Después quedó vacante, hasta que a partir de 1918 pasó a los marqueses de la Colonia. Desde 2018 es el actual titular Antonio Herreros de Tejada y San Gil.

## Lista de marqueses de San Bartolomé del Monte
|                                 | Titular                                                        | Periodo                 |
| Creación por Carlos III         | Creación por Carlos III                                        | Creación por Carlos III |
| ------------------------------- | -------------------------------------------------------------- | ----------------------- |
| i                               | Diego José de Guzmán y Bobadilla                               | 1761-                   |
| ii                              | Tomás María de Guzmán y Jácome                                 | -1798                   |
| iii                             | Luis de Guzmán y Castilla                                      | 1798-1799               |
| iv                              | Lorenza de Guzmán y Castilla                                   | 1799-1805               |
| v                               | María de la Concepción Auñón y Guzmán                          | 1805-1811               |
| vi                              | Joaquín de Cuellar y Guzmán                                    |                         |
| vii                             | María Josefa Federigui y Tovar                                 | -1850                   |
| Rehabilitación por Alfonso XIII |                                                                |                         |
| viii                            | María de los Dolores Montero de Espinosa y Montero de Espinosa | 1918-1923               |
| ix                              | Luisa Cabeza de Vaca y Montero de Espinosa                     | 1925-1972               |
| x                               | Fernando Herreros de Tejada y Cabeza de Vaca                   | 1972-2018               |
| xi                              | Antonio Herreros de Tejada y San Gil                           | 2018-                   |

## Historia de los marqueses de San Bartolomé del Monte

Escudo de los primeros marqueses de San Bartolomé del Monte presidiendo la portada principal de la hacienda de Guzmán (segunda mitad del).

- Diego José de Guzmán y Bobadilla, i señor y marqués de San Bartolomé del Monte (1758 y 1761), caballero de la orden de Santiago (1740). Nació en Cazalla de la Sierra, con tan sólo 18 ya estaba estudiando Derecho en la Universidad de Valladolid. Desarrolló una larga trayectoria profesional: Alcalde del Crimen de la Audiencia de Valencia (1727), y de Sevilla (1728), Oidor Decano de la misma (1740), Juez Administrador de los Oﬁcios sin título (1743) y Ministro Honorario del Real Consejo de Órdenes (1753). Por dos veces (1739 y 1749) estuvo en la terna para pasar a ser Presidente de la Audiencia de Aragón. Se jubiló como Oidor de la Real Audiencia de Sevilla, en octubre de 1767.  Se casó con Lorenza Jácome y Colarte, hija de los marqueses de Tablantes (1733).  Le sucedió su hijo.

- Tomás María de Guzmán y Jácome, ii marqués de San Bartolomé del Monte, caballero de la orden de Calatrava, veinticuatro y maestrante de Sevilla. Casó con María de la Concepción de Castilla y Valenzuela. Murió en Sevilla en 1798, sucediéndole su hijo.

- Luis de Guzmán y Castilla, iii marqués de San Bartolomé del Monte, Gentilhombre de Cámara de Carlos IV, con entrada.[3] Casó con Josefa de Ulloa y Remírez de Laredo, hija del marino Antonio de Ulloa.[4] Murió en Sevilla en 1799 sin descendencia, sucediéndole su hermana.

- Lorenza de Guzmán y Castilla, iv marquesa de San Bartolomé del Monte, Dama Noble de la Orden de María Luisa. Casó con Manuel María Auñón y Osorio de los Ríos, V marqués de Nevares. Murió en Sevilla en 1805, sucediéndole su hija.

- María de la Concepción Auñón y Guzmán, v marquesa de San Bartolomé del Monte. Casó con Mariano de Chaves Villarroel, vii conde de Noblejas (más tarde i duque de Noblejas). Murió sin sucesión en Cádiz en 1811 durante el asedio francés,[5] pasando el título a un primo de su madre.

- Joaquín de Cuellar y Guzmán, vi marqués de San Bartolomé del Monte. A su muerte le sucedió una prima segunda suya.

- María Josefa Federigui y Tovar, vii marquesa San Bartolomé del Monte, vi marquesa de Paterna del Campo. Era nieta de María Josefa de Guzmán y Bobadilla, hermana del primer marqués de San Bartolomé del Monte. Casó con Juan de Dios de Vargas-Zúñiga y Sánchez-Arjona. Renunció al marquesado de San Bartolomé del Monte en 1850.[6]

- María de los Dolores Montero de Espinosa y Montero de Espinosa, viii marquesa de San Bartolomé del Monte, vii marquesa de la Colonia. Rehabilitó el título en 1918[7] basándose en el hecho de ser descendiente en línea directa de una hermana del primer marqués. Murió en Almendralejo en 1923, sucediéndole su hija.

- Luisa Cabeza de Vaca y Montero de Espinosa, ix marquesa de San Bartolomé del Monte, viii marquesa de la Colonia. Murió sin descendencia en Almendralejo en 1972, sucediéndole su sobrino.

- Fernando Herreros de Tejada y Cabeza de Vaca, x marqués de San Bartolomé del Monte, ix marqués de la Colonia. Teniente coronel de Artillería retirado. Casó con Guadalupe San Gil y Cortázar.[8] Le sucedió, por distribución, su hijo:

- Antonio Herreros de Tejada y San Gil, xi marqués de San Bartolomé del Monte.